# Xestocephalus chibianus
Xestocephalus chibianus är en insektsart som beskrevs av Matsumura 1940. Xestocephalus chibianus ingår i släktet Xestocephalus och familjen dvärgstritar. Inga underarter finns listade i Catalogue of Life.